# Ballantiophora gibbiferata
Ballantiophora gibbiferata là một loài bướm đêm trong họ Geometridae.